# Rizal (Mindoro Occidental)
Rizal es un municipio filipino de cuarta categoría perteneciente a la provincia isleña de Mindoro Occidental en Tagalas Sudoccidentales. Con una extensión superficial de 242,50 km²,  tiene una población de 29.785 personas que habitan en 7.190 hogares. Su alcalde es Jesús Acosta Valdez. Para las elecciones a la Cámara de Representantes está encuadrado en Único Distrito Electoral de esta provincia.

## Geografía
El municipio de Rizal se encuentra situado en la parte suroccidental de la isla de Mindoro. Su término linda al norte con el municipio de  Calintaán;   al sur y al este con el municipio de San José de Labangán Magsaysay;  y al oeste con el estrecho de Mindoro.

## Barrios
El municipio de Rizal se divide, a los efectos administrativos, en 11  barangayes o barrios, conforme a la siguiente relación:
| - Adela - Aguas | - Magsikap - Malawaán | - Pitogo - Rizal | - Rumbang - Salvación | - San Pedro - Santo Niño | - Manoot |

Son urbanos los barrios de Adela (3.360 habitantes) y de Rumbang (3.347 habitantes), mientras que el resto son rurales.
El barrio más poblado es Manoot con 4.599 habitantes.

## Historia
El 13 de junio de 1950, la provincia de Mindoro se divide en dos porciones: Oriental y  Occidental. La provincia Occidental comprendía los siguientes ocho municipios: Abra de Ilog, Looc, Lubang, Mamburao, Paluán, Sablayán, San Jose y Santa Cruz.
En previsión de la creación de este municipio los residentes decidieron cambiar el nombre de Barrio Limlim por el de Barrio Rizal que sería la futura sede local.
El 3 de abril de 1969, los barrios de Rizal, Aguas, Pitogo, Magsikap, San Pedro, Santo Niño, Adela, Rumbang, Salvación, Burot y Magui, hasta entonces pertenecientes al municipio de San José de Labangán,  se separan de dicho municipio, y constituye en un municipio distinto e independiente, que se conocerá como  Municipio de Rizal y cuyo ayuntamiento se situará en el barrio de Rizal, antes conocido como Limlim.